# District de Go Vap
Gò Vấp (vietnamien : Gò Vấp) est un arrondissement urbain d'Hô Chi Minh-Ville au Viêt Nam.

## Présentation
Gò Vấp est limitrophe du 12e arrondissement au nord et à l'ouest, du district de Phú Nhuận au sud, du district de Tân Bình à l'ouest et du district de Bình Thạnh à l'est.
L'arrondissement se divise en 16 quartiers (phường).

## Galerie

Quartier 10 de Gò Vấp.
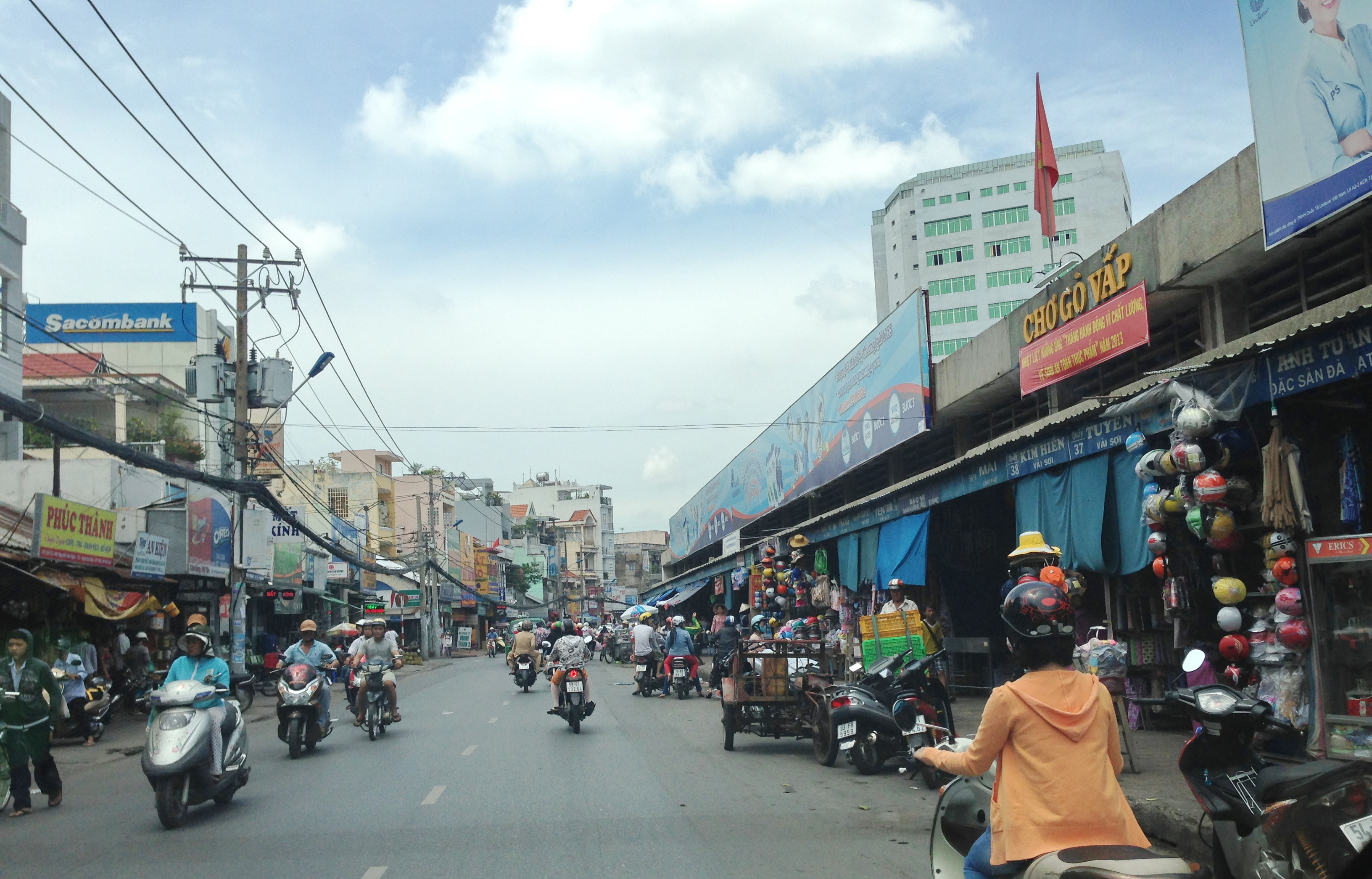
Rue Nguyễn Văn Nghi.
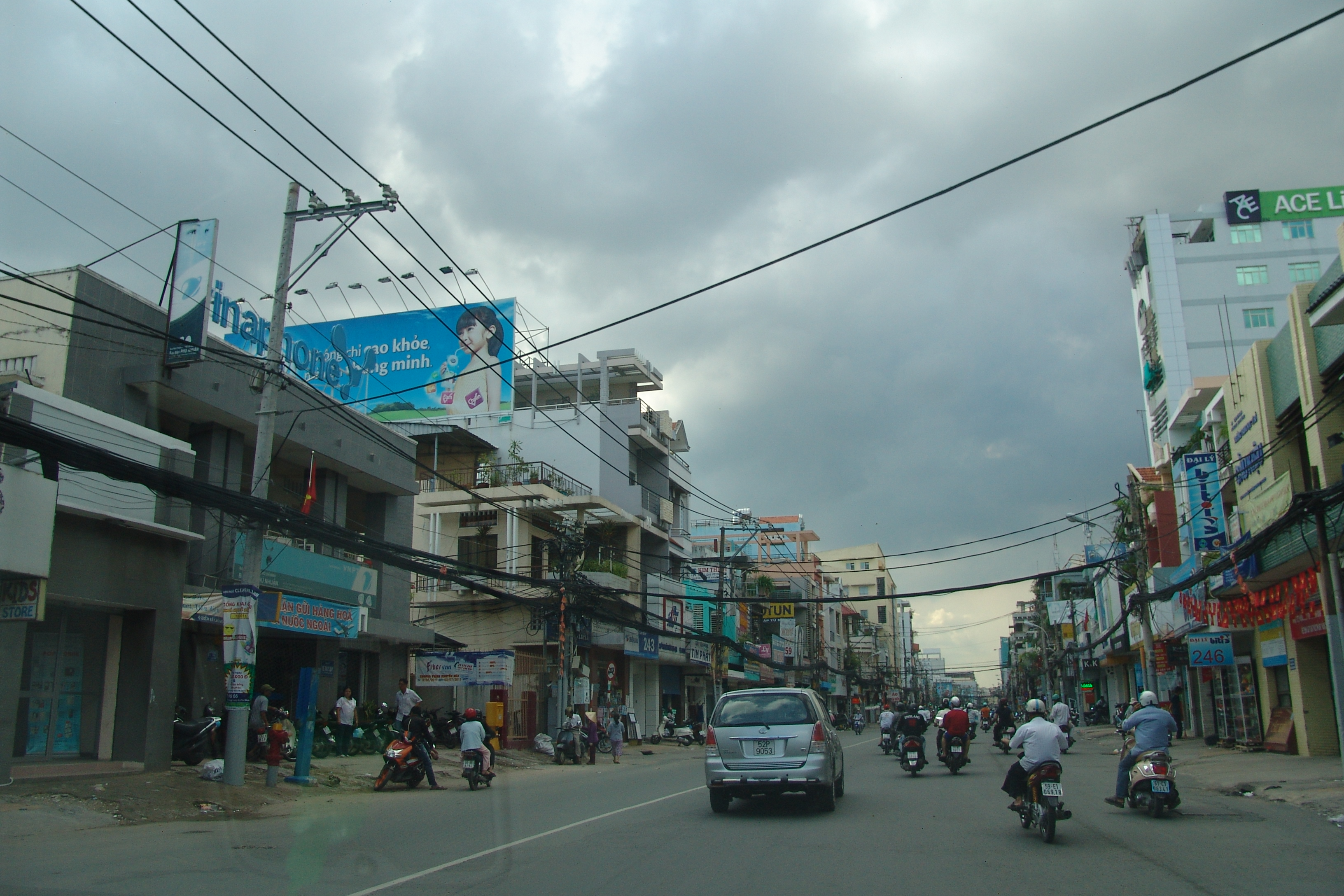
Rue Nguyển Kiệm.